# اکلیپس (نرم‌افزار مهندسی نفت)
اکلیپس یا ECLIPSE، یکی از نرم‌افزارهای رشته مهندسی نفت و شبیه‌ساز مخزنی همه منظوره، کاملاً ضمنی، سه فازی، و سه بعدی است که به زبان فورترن ۷۷ نوشته شده است. شبیه‌ساز اکلیپس معمولاً به صورت یک پکیج، همراه با سایر نرم‌افزارهای مکمل آن ارائه می‌شود. شبیه‌ساز اکلیپس معمولاً در دو نسخه اکلیپس ۱۰۰ و اکلپیس ۳۰۰ ارائه می‌شود که به ترتیب برای شبیه‌سازی به روش نفت سیاه و ترکیبی قابل‌استفاده هستند.

## معرفی
امروزه در صنایع بالادستی نفت، مدیریت و تولید بهینه از مخازن هیدروکربوری بدون پیش‌بینی رفتار آن‌ها ممکن نیست. خوشبختانه با پیشرفت‌های علوم کامپیوتری، نرم‌افزارهای قدرتمندی جهت شبیه‌سازی عملکرد مخازن و انتخاب بهترین سناریوی تولید توسعه یافته‌اند. یکی از این نرم‌افزارها، شبیه‌ساز قدرتمند اکلیپس است. این شبیه‌ساز، به واسطه انعطاف‌پذیری بالا و امکانات وسیع خود، به صورت گسترده‌ای در شرکت‌های نفتی مختلف و از جمله شرکت ملی نفت ایران مورد استفاده قرار می‌گیرد.

اکلیپس شبیه‌ساز نفت و گازی است که در ابتدا توسط شرکت ECL توسعه داده شد و هم‌اکنون متعلق به شرکت شلومبرژه است و توسط بخش SIS این شرکت توسعه داده می‌شود.
اکلیپس شبیه‌ساز مخزنی همه منظوره، کاملاً ضمنی، سه فازی، سه بعدی، و نفت سیاه است که به زبان فورترن ۷۷ نوشته شده است. شبیه‌ساز اکلیپس معمولاً به صورت یک پکیج، همراه با سایر نرم‌افزارهای مکمل آن ارائه می‌شود. ورودی این برنامه، یک فایل متنی متشکل از کلیدواژه‌هاست که می‌تواند به وسیله یک واژه‌پرداز یا برنامه‌های کمکی موجود در پکیج اکلیپس ایجاد شود. خروجی‌های شبیه‌ساز می‌توانند به وسیله نرم‌افزارهایی مانند Floviz و Office که در پکیج اکلیپس موجودند یا نرم‌افزارهایی مانند مایکروسافت اکسل به تصویر کشیده شوند.

## نسخه‌های مختلف اکلیپس[۱]

### اکلیپس ۱۰۰
شبیه‌سازهای مخزن به دو صورت با سیال مخزن برخورد می‌کنند. شبیه‌سازهای نفت سیاه، مانند اکلیپس ۱۰۰، فرض می‌کنند که نفت و گاز، دو جزء متمایز سیال هستند. خواص این دو جزء می‌توانند با دما و فشار تغییر کنند ولی ترکیب سیال ثابت باقی می‌ماند. در اکلیپس ۱۰۰، خواص سیالات مخزن (ضرایب حجمی تشکیل نفت و گاز، انحلال‌پذیری گاز در نفت، و ...) تابعی از فشار به صورت جدول وارد مدل می‌شوند. شبیه‌سازهای نفت سیاه در مواردی مانند تزریق گاز غیر امتزاجی یا سیلاب‌زنی آبی قابل‌استفاده هستند.

### اکلیپس ۳۰۰
در شبیه‌سازهای ترکیبی، مانند اکلیپس ۳۰۰، هر یک از فازهای نفت و گاز می‌توانند ترکیب خاص خود را داشته باشند و هر جزء (متان، اتان، پروپان، و ...) به‌طور مستقل در محاسبات جریان دخالت دارد. این نوع شبیه‌سازها به ویژه برای مدل‌سازی سیالاتی در نزدیکی نقطه بحرانی مؤثر هستند؛ جایی که تغییرات فشار و دما باعث تغییرات بسیار متفاوتی در رفتار جریانی می‌شود. در این‌گونه شبیه‌سازها فرض می‌شود که خواص سیالات در هر فشار، دما، و ترکیبی به وسیله یک معادله حالت قابل تعریف است. شبیه‌سازهای ترکیبی می‌توانند در شبیه‌سازی مخازن گاز میعانی و تزریق گاز امتزاجی با موفقیت مورد استفاده قرار گیرند. در چنین مواردی، استفاده از شبیه‌سازهای نفت سیاه منجر به پاسخ‌های دقیقی نخواهد شد.

### اکلیپس ۲۰۰ و اکلیپس ۵۰۰
علاوه بر اکلیپس ۱۰۰ و ۳۰۰ ممکن است با عبارات اکلیپس ۲۰۰ و اکلیپس ۵۰۰ نیز برخورد کنید. اکلیپس ۲۰۰ شامل مدل‌های پیشرفته درون اکلیپس ۱۰۰ و اکلیپس ۵۰۰ شامل مدل‌های پیشرفته فرایندهای گرمایی درون اکلیپس ۳۰۰ است و از این رو، هیچ‌یک نسخه مستقلی از اکلیپس نیستند.